# Heinrich Sievers
Heinrich Sievers va ser un ciclista alemany que es va especialitzar en el ciclisme en pista, concretament en el mig fons, on va guanyar una medalla d'or al Campionat del món de 1901.

## Palmarès
- 1901
  -  Campió del món amateur de Mig Fons